# 飯野徹雄
飯野 徹雄（いいの てつお、1928年8月12日 - 2008年2月22日)は、日本の遺伝学者、ふくろう研究家。東京大学名誉教授。

## 略歴
東京府生まれ。1951年東京大学理学部植物学科卒業、1962年理学博士。国立遺伝学研究所研究員、微生物遺伝部部長を経て、1971年東京大学理学部教授。小石川植物園園長等を務める。1989年定年退官、東京大学名誉教授。同年より，早稲田大学人間科学部教授，1998年退職。
久美子夫人と共にふくろうに関する資料を蒐集し、自宅に「ふくろうギャラリー」を開設。1962年日本遺伝学会賞受賞。1991年紫綬褒章受勲。

## 著書
- 『回転する生命』中央公論社 (自然選書)1977
- 『分子構築の遺伝学』培風館 (現代遺伝学シリーズ)1980
- 『新しい遺伝子像』中央公論社 (自然選書)1983
- 『フクロウの文化誌 イメージの変貌』1991 中公新書
- 『フクロウの民俗誌』平凡社 1999
- 『世界のふくろう』里文出版 2002

### 共編著
- 『遺伝』池田庸之助,田中信徳,三田隆共著 共立出版 (生物科学シリーズ 1968
- 『細胞質因子とその利用 プラスミド研究からの展開』共編 共立出版 1981
- 『生物学』江上信雄共編 東京大学出版会 1983-84
- 『組換えDNA実験技術 その現状と展望』深沢俊夫、由良隆共編 学会出版センター 1984
- 『組換えDNA』編著 裳華房 1986

### 翻訳
- キャサリン・マッキーバー『ふくろうたちの家』飯野久美子共訳,オレナ・カシアン画 佑学社 1988

## 論文
- <飯野徹雄